# Moulin à marée de Loix
Pour les articles homonymes, voir moulin à marée (homonymie).
Le moulin à marée est un bâtiment important de la commune de Loix en Ré, sur la côte nord de l'île de Ré, dans le département de la Charente-Maritime (région Nouvelle-Aquitaine).

## Histoire

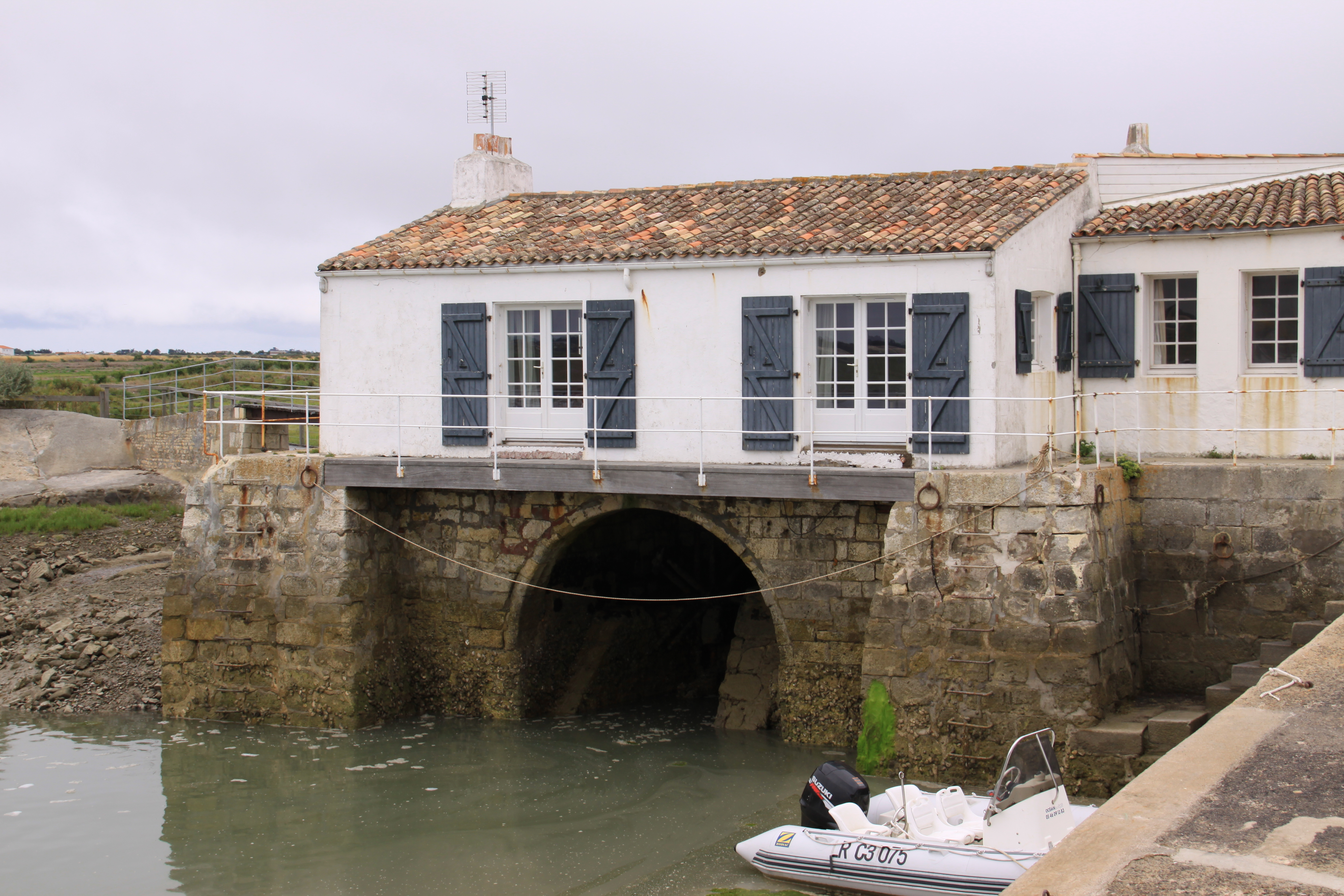
Le moulin à marée de Loix-en-Ré

Dans le but d'optimiser l'exploitation du sel sur l'Île de Ré, quelques moulins à marée furent bâtis à l'entrée des principaux chenaux et ports. Aujourd'hui, seul celui de Loix subsiste encore.
Le moulin à marée de Loix est édifié au XVIIe siècle par les religieux de l'Abbaye de Saint Michel-en-l'Herm. Ces derniers après s'être installés au XIIe siècle sur l'île permirent la création de marais salants grâce à la construction de digues autour du Fier d'Ars et la Fosse de Loix, et en possédaient une grande partie. Le moulin servait à moudre le blé, à alimenter en eau le vasais pour renouveler celle des marais salants de l’abbaye mais permettait aussi le désensablement du port afin que les bateaux puissent naviguer dans les chenaux et faire leur chargement de sel.
Après la Révolution, de nombreux marais sont sujets à des nationalisations, et sont vendus comme biens nationaux et morcelés. En 1790, Le moulin est mis en fermage.
En 1823, l'édifice tombe en ruine et requiert des travaux. Il est donc réparé et son mécanisme et modifié. L’année suivante, Etienne Dervieux le rachète et le transforme en laverie à sel. Un logis est  finalement ajouté au nord du moulin par son nouveau propriétaire, Eugène Dervieux-Brin en 1896.
Le Moulin à marée a été menacé de destruction en 2010, à la suite de son classement en zone noire par la préfecture. Cependant, à la suite d'un soulèvement de l'opinion locale, la destruction n'eut pas lieu.

## Aujourd'hui

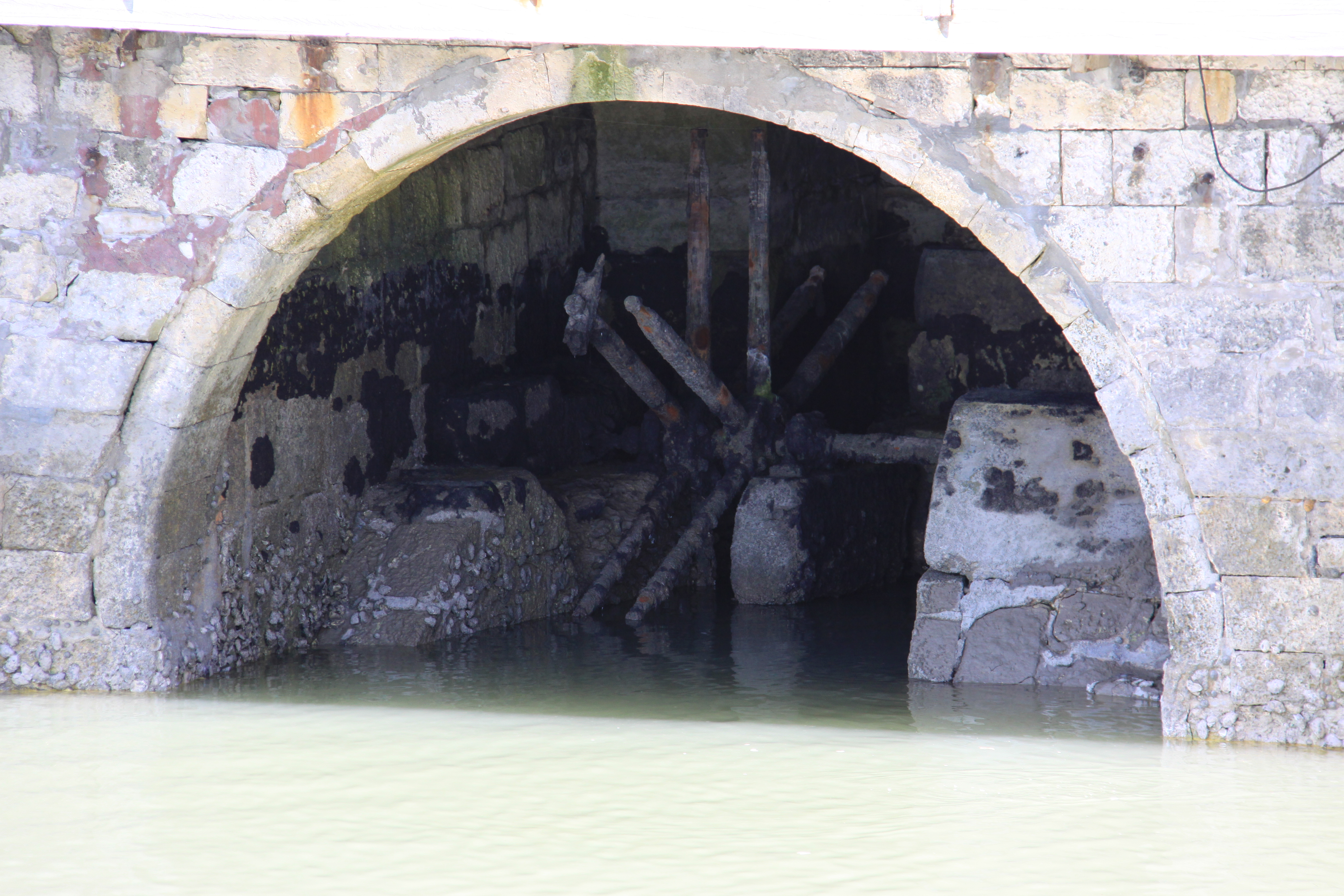
Mécanisme du moulin

A ce jour, le moulin est une propriété privée, et n'est donc pas ouvert au public, il est cependant possible de l'admirer de l'extérieur. Grâce à une pelle, il produit encore des chasses d'eau pour l'alimentation des marais salants et l'entretien du chenal. L'ouverture par laquelle pénètrent les eaux est couverte d'un large arc en plein cintre abritant le mécanisme du moulin et la pelle permettant de fermer le passage de l’eau. Le moulin fait aujourd’hui partie intégrante du patrimoine insulaire. Il est protégé au titre des Monuments Historiques.